# Várzea Paulista
Várzea Paulista es un municipio brasileño del estado de São Paulo, que forma parte de la Región Metropolitana de Jundiaí.

## Economía
Es la ciudad que más exporta orquídeas de Brasil. Tiene el orquideario más grande de América Latina, donde se encuentra al pie de la Serra dos Cristais.

## Clima
Várzea Paulista pertenece al clima subtropical. En promedio, llueve al año aprox. 1350 mm, en todos los meses llueve. Llueve con más frecuencia en enero, con menos frecuencia en agosto. La temperatura media anual es de 18 °C.